# Euryleptodes phyllulus
Euryleptodes phyllulus är en plattmaskart. Euryleptodes phyllulus ingår i släktet Euryleptodes och familjen Euryleptidae. Inga underarter finns listade i Catalogue of Life.